# Iveco
IVECO S.p.A. (акронім від англ. Industrial Vehicles Corporation; італ. Società per la produzione di Veicoli Industriali; укр. Корпорація автомобілів промислового призначення, укр. Івеко) — міжнародний автомобілебудівний концерн.

## Історія концерну

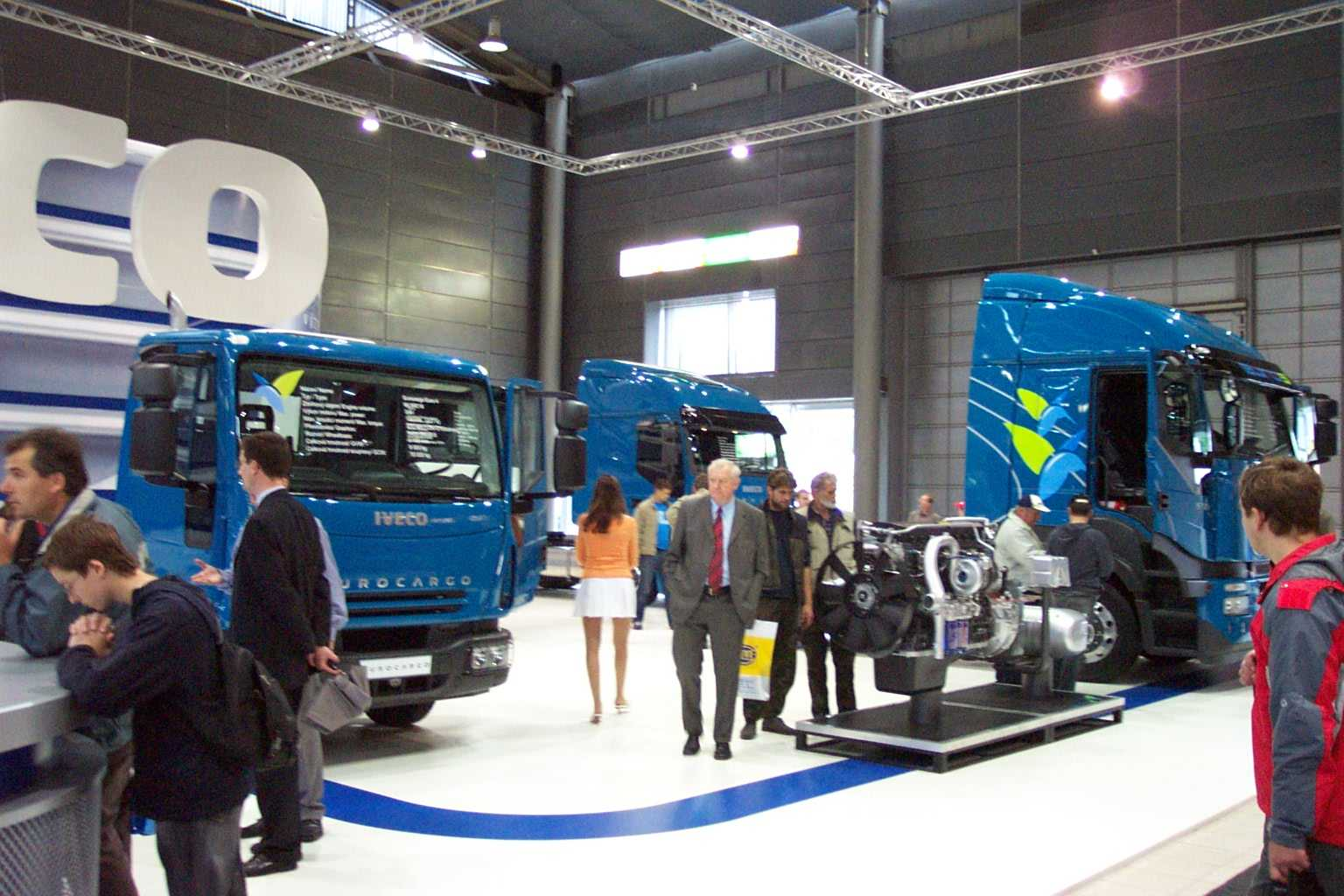
Автомобілі Iveco на виставці

Концерн Iveco утворився в листопаді 1974 в результаті угоди Klockner-Humboldt-Deutz(KHD) про передачу його відділення Magirus-Deutz під управління FIAT. До складу Iveco увійшли Magirus-Deutz, FIAT, а також італійські та зарубіжні підрозділи FIAT, такі як ОМ, Lancia, французька FIAT France SA (випускала вантажівки марки Unic). Штаб-квартира Iveco розмістилася в Турині.
У наступні роки до складу Iveco увійшли автозаводи різних країн.
1986 — було викуплено англійський підрозділ компанії Ford, виробник вантажівок, італійський виробник самоскидів Astra.
1990 — викуплена іспанська компанія ENASA, виробник вантажівок і автобусів Pegaso, а також її британська філія Seddon Atkinson Group.
1992 — провідний автовиробник Австралії ITAL (International Truck of Australia Ltd).
У різних формах концерн співпрацює з багатьма іншими автовиробниками різних країн.
Першою власною конструкцією Iveco вважається легка серія Iveco Daily 2,9-4,9 т випущена в 1978 році. Це одне з перших у світі із спеціально розробленого сімейства легких вантажівок масового виробництва.

## Автомобілі Iveco

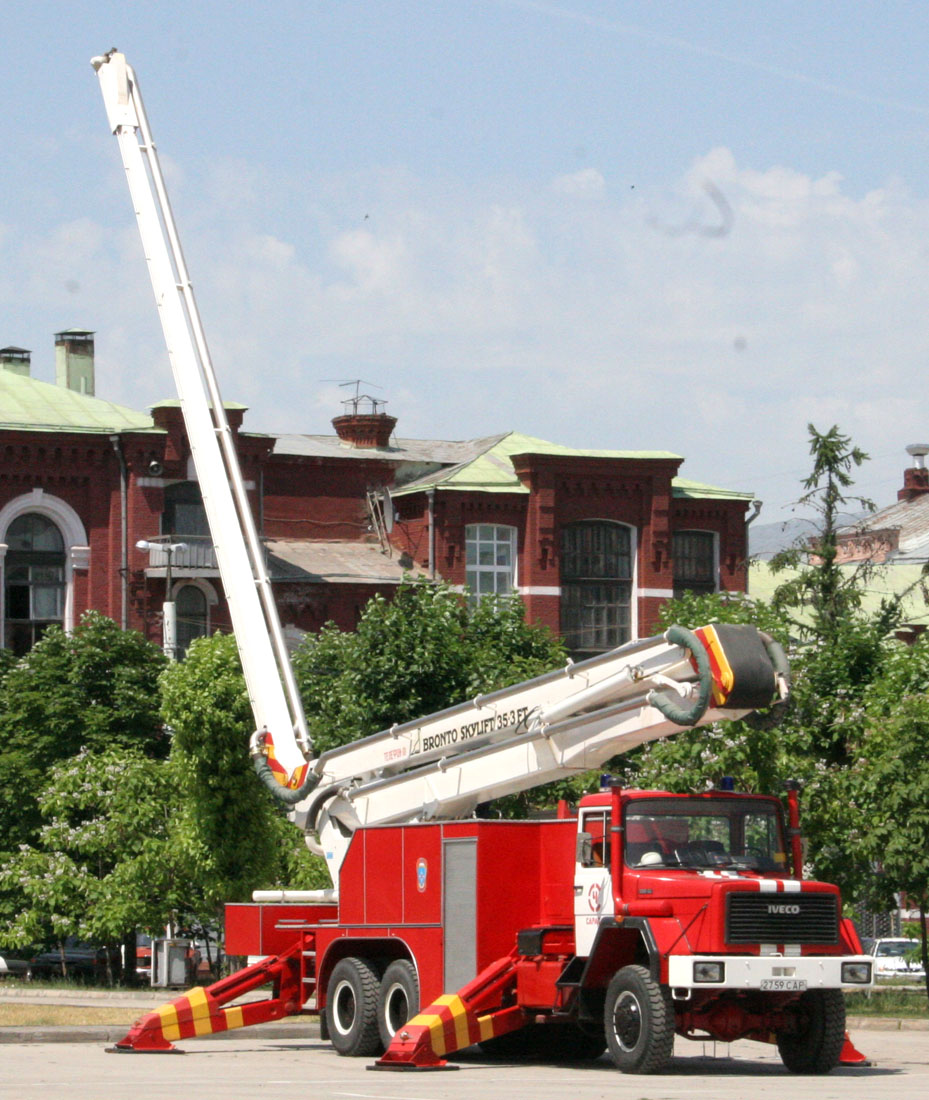
Пожежна автовишка Bronto Skylift 35-3FT на шасі IVECO

Щорічно Iveco виготовляє і реалізує на світовому ринку понад 160 000 вантажних автомобілів і більше 430 000 двигунів. Річний оборот компанії сягає 9 мільярдів євро. Для замовників Iveco трудяться 32 000 працівників компанії, працюють 49 заводів у 19 країнах, 15 науково-дослідних центрів і 844 дилерських підприємств. Ліцензійна збірка автомобілів Iveco була налагоджена в Аргентині, Туреччині, Єгипті, Ірані, Лівії, Венесуелі, Чилі, Ефіопії, Заїрі, В'єтнамі, Китаї. Iveco володіє брендами: Iveco, Iveco Motors, Iveco Magirus, Astra, Seddon Atkinson, Irisbus.
У 1992 році вантажівки Iveco EuroCargo удостоєні титулу «Вантажівка року», а в 1993-у цю ж нагороду отримав Iveco EuroTech. У 2000 році на міжнародному автосалоні в Амстердамі Iveco Daily були удостоєні нагороди «Фургон року».
Iveco є одним з найбільших і найдинамічніших виробників вантажної техніки у світі, що розвиваються (6 місце у світі за обсягами випуску вантажних автомобілів та 2 місце за обсягами виробництва дизельних двигунів).
У Росії концерн Iveco присутній практично з моменту утворення: вже в 1975-у вантажівки Magirus, що увійшов до складу Iveco, працювали на будівництві Байкало-Амурської магістралі. У наступні роки їх змінили вантажівки вже під маркою власне Iveco.
З 1994 року російським заводом «УралАЗ» (м. Міас, Челябінська область) випускалися Урал-Iveco-5531 і УралАЗ-Iveco-6329. Російські дилери представляють у Росії практично всі моделі.
З 2007 Iveco і промислова група «Самотлор-НН» заснували в Нижньому Новгороді компанію «Савеко» (спільне підприємство) вартістю 80 млн євро, яка збиратиме вантажівки і автобуси.
Обсяг виробництва нового СП складе 25 тис. легких комерційних вантажівок Iveco Daily.

### Модельний ряд Iveco

#### IVECO Daily
Малотоннажний комерційний автомобіль повною масою від 3.5 до 7.2 тонн. Випускається в конфігурації фургон (Daily Van), шасі-кабіна (Daily Cab), вантажно-пасажирський автомобіль (Daily Semi-Windowed). У лінійці 8 моделей, 8 колісних баз і понад 2500 модифікацій. Дизельний 4-циліндровий 16-клапанний двигун об'ємом 2,3 і 3 літри потужністю від 116 до 208 кінських сил відповідно. Використовується для пасажирських і вантажних перевезень на невеликі відстані.

#### IVECO EuroCargo
Середньотоннажний вантажний комерційний автомобіль повною масою 6-18 тонн. Випускається з чотирма варіантами кабіни - коротка, довга, довга із середньою дахом, чотиридверна. Колісна формула - 4x2 для міських перевезень і 4x4 для бездоріжжя. Може використовуватися з будь-якими кузовами і спецнадбудовами довжиною до 10 метрів. Оснащується двигуном Tector. У чотирициліндровому варіанті має потужність до 170 к.с., в шестициліндровому - до 280 к.с. Застосовується для вантажних перевезень на невеликі відстані. У тому числі, по бездоріжжю. За наявності відповідної надбудови, використовується як спецтранспорт.

#### IVECO Stralis
Сідельний тягач для вантажоперевезень на середні та дальні відстані. Випускається з колісними базами 4x2 і 6x2. Чотири базових моделі серії відрізняються кабінами: Stralis Active Day без спальних місць, Stralis Active Time з одним спальним місцем, Stralis Active Space з двома спальними місцями, Stralis Executive Space з двома спальними місцями підвищеної комфортності. Обладнаний двигуном Cursor обсягом 8, 10 і 13 літрів потужністю до 540 к.с. На колісну базу може бути встановлений вантажний кузов або спецнадстройка. Автомобіль 2003 та 2013 років.

#### IVECO Trakker
Важкі вантажівки для експлуатації на бездоріжжі, будівництві, нафтогазовидобування. Випускається з колісною базою 6x4 і 8x4. Оснащується двигуном Cursor 8 і 13 літрів з потужністю до 480 к.с. Найчастіше використовуються з причепом кузовом і бетонозмішувачів.